# Margaret Karembu
 (mars 2023).
Margaret Gathoni Karembu est une scientifique kényane, spécialiste de la gestion scientifique dans les domaines du transfert de technologie et des applications de la biotechnologie en Afrique. Elle est directrice de la division AfriCenter de l'ISAAA, une organisation internationale à but non lucratif qui traite de la biotechnologie agricole, en se concentrant sur le génie génétique. Elle est présidente du comité de programmation du Open Forum on Agricultural Biotechnology pour la section consacrée au Kenya. 
Auparavant, elle a été respectivement présidente du conseil et vice-présidente du Cooperative University College of Kenya et de l'Université des sciences et technologies de Meru. 

## Formation et carrière
De 1992 à 2002, Margaret Gathoni Karembu est maîtresse de conférences à l'Université Kenyatta, au Kenya.  Au cours de cette période, elle a acquis une vaste expérience dans la recherche sur la diffusion des technologies dans l'agriculture à petite échelle. En 2000, son projet d'évaluation et de transfert de la technologie de la culture tissulaire de la banane au profit de plus de 5000 agriculteurs d'Afrique de l'Est a reçu la première médaille de recherche du Global Development Network (GDN) pour la « science et la technologie au service du développement », parrainée par le gouvernement du Japon et la Banque mondiale. 
En 2002, elle obtient un doctorat en éducation aux sciences de l'environnement avec une thèse intitulée : « Contribution des écoles primaires à l'amélioration de l'environnement au Kenya. Le cas du district de Kiambu ».  En 2003, elle rejoint l'ISAAA. 
En 2008, elle suit le cours de politique scientifique, technologique et d'innovation à la Kennedy School of Executive Education de l'Université de Harvard. En 2011, elle suit le cours de leadership stratégique et de gestion du changement pour les administrateurs de sociétés d'État à l'Institut d'administration du Kenya et le cours de leadership des champions du changement de l'USAID. En 2015, elle suit le cours Alliance for Science - Biotechnology Leadership de l'Université Cornell. 
Elle coordonne les centres d'information sur la biotechnologie de l'ISAAA en Afrique qui fournissent des informations en anglais, en swahili et en français. 
Ses responsabilités à l'ISAAA comprennent la planification et la gestion de tous les aspects des programmes AfriCenter qui incluent le transfert de biotechnologies agricoles entre les pays industrialisés et les pays en développement. Elle est également impliquée dans la diffusion d'informations sur la biotechnologie agricole moderne afin d'encourager des décisions éclairées sur des questions litigieuses telles que les OGM.

## Activisme
Margaret Karembu est depuis longtemps une promotrice active de la biotechnologie. En 2001, en tant que membre du personnel de l'Université Kenyatta, elle a été interviewée par le magazine New Scientist concernant la propagande de certaines organisations vertes sur la biotechnologie en Europe qui a conduit à l'obstruction des tentatives de lutte contre la faim en Afrique. « Nous n'obtenons pas de données, nous obtenons des opinions », a déclaré Karembu dans l'interview. 
En 2014, elle écrit un article d'opinion pour l'Institut international de recherche sur les politiques alimentaires publié sur SciDev.net intitulé : Les problèmes avec les arguments contre les cultures GM dans lequel elle a souligné qu'en 2013, plus de 18 millions d'agriculteurs (dont au moins 90 % étaient de petits agriculteurs pauvres en ressources dans les pays en développement) avaient choisi d'utiliser des cultures génétiquement modifiées sur plus de 175 millions d'hectares de terres agricoles. « De nouvelles preuves montrent que les arguments contre les cultures GM sont sans fondement », déclare Margaret Karembu. « Contrairement à l'opinion largement répandue selon laquelle la technologie GM ne profitera qu'aux multinationales et est destinée aux grands agriculteurs, les dernières tendances révèlent le contraire. » 
Margaret Karembu a activement promu les méthodes à faible impact environnemental, le partage de la biotechnologie et les organismes génétiquement modifiés dans le cadre de son travail, en écrivant des articles, en présentant lors de conférences, en écrivant deux livres pour enfants présentant le cas des OGM. cultures et dans de nombreux entretiens.     Dans une interview avec The Kenya Standard, elle a déclaré que « ... les liens entre les OGM et le cancer sont déplacés [et] ... même les résidents ruraux qui mangent des aliments traditionnels succombent au cancer. . . . L'association des OGM au cancer est en partie causée par des études erronées qui tentent de créer une association. . . . Il est important que les experts scientifiques et de la santé sortent et clarifient ces peurs. »
Margaret Karembu considère également les partenariats public-privé comme l'un des éléments importants pour fournir la biotechnologie à l'Afrique. 
Margaret Karembu est intervenue lors du premier Congrès mondial sur la pensée et l'action scientifiques qui s'est tenu du 17 au 20 mars 2021. Au cours de la Session VI : Biotechnologie alimentaire, elle a déclaré que les voix des scientifiques africains ont été éclipsées par celles des militants des droits de l'homme qui s'opposent aux OGM. Elle a insisté sur le fait qu'il est important de ne pas trop revendiquer ce que les OGM peuvent faire et de choisir la bonne plateforme de communication. La présentation peut être consultée sur le site Web de l' Aspen Institute.

## Publications sélectionnées
Margaret Karembu est l'autrice ou la co-autrice de plusieurs livres, articles et notes d'orientation, notamment : 
- M. Karembu, F.N. Nguthi et E. Kenya, Open Forum on Agricultural Biotechnology in Africa (OFAB): Experiences in Sharing Knowledge and Information on Agricultural Biotechnology : Report for September 2007-November 2008, ISAAA AfriCenter, 2009 (lire en ligne)
- Margaret Karembu et Michael Njunguna, « 10. Institutional Issues in Biotechnology applications: Concepts and empirical evidence from Kenya », dans Matin Qaim, Anatole F. Krattiger et Joachim Braun, Agricultural Biotechnology in Developing Countries: Towards Optimizing the Benefits for the Poor, Springer US, 2013 (ISBN 978-1-4757-3178-1)
- Margaret Gathoni Karembu, Small Scale Farmers'Adoptive Responses to Banana Biotechnology in Kenya: Implications for Policy, Kenya, The African Technology Policy Studies Network, 28 p. (ISBN 9966-916-06-7, lire en ligne)
- M. Karembu, F. Nguthi et H. Ismail, Biotech crops for Africa: The final frontier, Kenya, ISAAA, 2009, 40 p. (lire en ligne)